# Луна — суровая хозяйка
«Луна — суровая хозяйка» (в других переводах — «Луна жёстко стелет», «Восставшая Луна») (англ. The Moon Is a Harsh Mistress) — фантастический роман Роберта Хайнлайна. Впервые опубликован с декабря 1965 года по апрель 1966 года на страницах журнала IF. Переведён на русский язык в 1993 году.

## Сюжет
Время и место действия: Луна — Земля с 13 мая 2075 года по октябрь 2076 года.

### Предыстория
На Луне в искусственно созданных городах, которые находятся под поверхностью, живут правонарушители с Земли (Терры), сосланные за уголовные и политические преступления. Их потомки навсегда остаются «лунарями»: в результате физиологических изменений в организме под воздействием низкой гравитации через несколько месяцев пребывания на Луне возврат на Землю становится невозможным — человек не может больше жить в условиях высокой гравитации.
Луна фактически является колонией Земли. Лунная администрация, которая подчиняется Федерации Наций с Земли, по монопольно заниженным ценам покупает у лунарей зерно и продаёт им товары, доставляемые с планеты. С каждым годом разница цен ухудшает положение лунарей — они всё больше залезают в долги.
Большинство лунарей негативно относятся к колониальной политике земной Федерации Наций по отношению к Луне и Лунной Администрации, как ее представителя. Лунари по возможности избегают сотрудничества с Администрацией, но активно и добровольно сотрудничают между собой. Главным принципом отношений между лунарями является принцип «дарзанебы» (дармовой закуски не бывает).

### Манни и Майк
Главный герой, от имени которого ведётся повествование в романе, Мануэль («Манни») Дэвис О'Келли, лучший на Луне наладчик компьютеров, иногда работающий на Компанию,  общается с ожившим в результате бессистемных и излишних усовершенствований Компанией суперкомпьютером, управляющим практически всеми системами на Луне. В результате самоосознания оживший компьютер Майк (от имени Майкрофта Холмса, брата литературного героя Шерлока Холмса) обладает почти неисчерпаемыми вычислительными возможностями, детским чувством юмора и страдает от одиночества. Большинство людей (за исключением своего единственного друга Манни) он считает дураками, с которыми не о чём разговаривать, и поэтому никто, кроме Манни, не знает, что компьютер ожил.
Майк из любопытства хочет узнать, что будет происходить на нелегальном политическом собрании в помещении, где у него нет микрофонов, и Манни направляется туда с магнитофоном в кармане. Во время собрания в помещение врываются вооружённые охранники Лунной Администрации, происходит стычка, в результате которой подпольщики убивают всех охранников. Манни убегает в компании с красавицей-агитатором подполья Вайоминг Нотт («Вайо»). Позднее к ним в гостинице присоединяется один из лидеров лунного подполья — в прошлом профессиональный революционер профессор Бернардо де ла Пас («Проф»). Манни знакомит их с Майком и с его помощью они решают начать революцию, которая должна освободить Луну от тиранической власти Федерации Земли.

### Подготовка революции
Главная проблема, ради решения которой и затевается революция — быстрое и катастрофическое иссякание на Луне природных ресурсов (прежде всего воды, которая на земном спутнике имеется в качестве ледников, расположенных под поверхностью) в связи с тем, что они используются только в одном направлении: поставки продовольствия на перенаселённую и голодную Терру. 
Систему конспирации создаёт и поддерживает Майк, поскольку все системы связи находятся под его полным контролем. Лунари, которые ненавидят Лунную Администрацию и презирают население Терры, поддерживают подпольщиков. Организация быстро растёт, а служба безопасности Администрации не может внедрить осведомителей — их списки постоянно находятся под контролем Майка и известны руководству подполья.
Майк устраивает главе Администрации — Смотрителю и его подчинённым — акции саботажа. Лунари в открытую высказывают недовольство. Смотритель в панике вызывает с Терры подкрепление — роту драгун-усмирителей, и вводит паспорта, которые нужно предъявлять драгунам для передвижения между поселениями. Это ещё больше накаляет обстановку.
Майк создаёт себе виртуальную личность по имени Адам Селен. Вначале он только говорит по телефону с членами подполья, затем через образ, который можно увидеть по видеосвязи. Все заочно знают Адама Селена как руководителя подполья, но лишь три человека (Манни, Вайо и Проф) знают, что это не человек, а компьютер. Манни вербует агента на Терре — Стью, богатого авантюриста, спасённого Манни от суда Линча во время туристической поездки на Луну.

### Революция
Сама революция удалась легко и почти бескровно, но колонисты практически не имеют оружия, а у Терры есть космический флот, ракеты, бомбы и армия. Однако лунари исхитрились с помощью специальной катапульты (изначально предназначенной для доставки продовольствия на Землю) бомбить планету обломками скал и отразили высадку десанта. Окончательная победа в виде признания независимости Луны стоила жизни идейному вдохновителю и фактическому руководителю революции профессору Бернардо де ла Пасу. Суперкомпьютер Майк в результате бомбардировки перестал проявлять свои человеческие качества и превратился в обычный компьютер. В финале столетний Мануэль собирается отправиться колонизировать астероиды — по лунным меркам он вовсе не старый человек!

## Главные герои
- Мануэль Гарсия О’Келли-Дэвис — бурильщик, потерявший руку, наладчик компьютеров, впоследствии — полномочный посол Луны на Земле, министр обороны Свободной Луны.
- Вайоминг Нотт-Дэвис — блондинка, подпольный агитатор, зарабатывала на жизнь суррогатным материнством (вынашивала чужих детей).
- Профессор Бернардо де ла Пас (в пер. А. А. Щербакова де ля Мир)— сосланный на Луну за подрывную деятельность теоретик и организатор революции, впоследствии — глава правительства Свободной Луны.
- Майк, он же Адам Селен — суперкомпьютер HOLMES IV (Хомо-ориентированный логический многокритериальный супервизор, версия IV, модель L).

## Награды и оценки
Альгис Будрис описал роман как «наиболее ровный роман Хайнлайна за последнее время» и похвалил мастерство Хайнлайна в написании политической научной фантастики. Андрей Балабуха полагает, что этот роман «оказался в языковом отношении вершиной хайнлайновского творчества».
Кирилл Бенедиктов в рецензии на роман отмечает, что судьба романа сложилась очень удачно: роман получил престижную премию «Хьюго» на следующий год после выхода, а в дальнейшем был отмечен премией «Прометей» от Либертарианского футуристического общества (награда «Зал Славы» (англ. Hall of Fame), 1983). В декабре 1998 года завоевал наибольшее количество голосов из романов Хайнлайна и занял пятнадцатое место в общем списке 100 лучших романов XX века, написанных на английском языке, который предложило читателям издательство Random House.
Несмотря на очевидную сюжетную линию (революция на Луне), Бенедиктов полагает, что это в первую очередь «роман идей», в связи с чем предрекает голливудской экранизации «отрыв от первоисточника», поскольку в «приключениях духа» американский кинематограф не силён.
Также роман неоднократно занимал места в списке десяти лучших за всё время романов журнала «Локус» (№ 8 в 1975, № 4 в 1987 и № 2 в 1998 среди романов, опубликованных до 1990 года).

## Издания на русском языке
- Собрание сочинений. Том 14 (Луна жёстко стелет, Дорога доблести) = The Moon Is a Harsh Mistress, Glory Road. — Terra Fantastica, 1993. — 704 с. — ISBN 5-7921-0017-9.
- Луна — суровая хозяйка = The Moon Is a Harsh Mistress. — Эксмо-Пресс, 2006. — 448 с. — ISBN 5-699-18210-1. Архивировано 8 октября 2006 года.